# アンドリュー・メロン

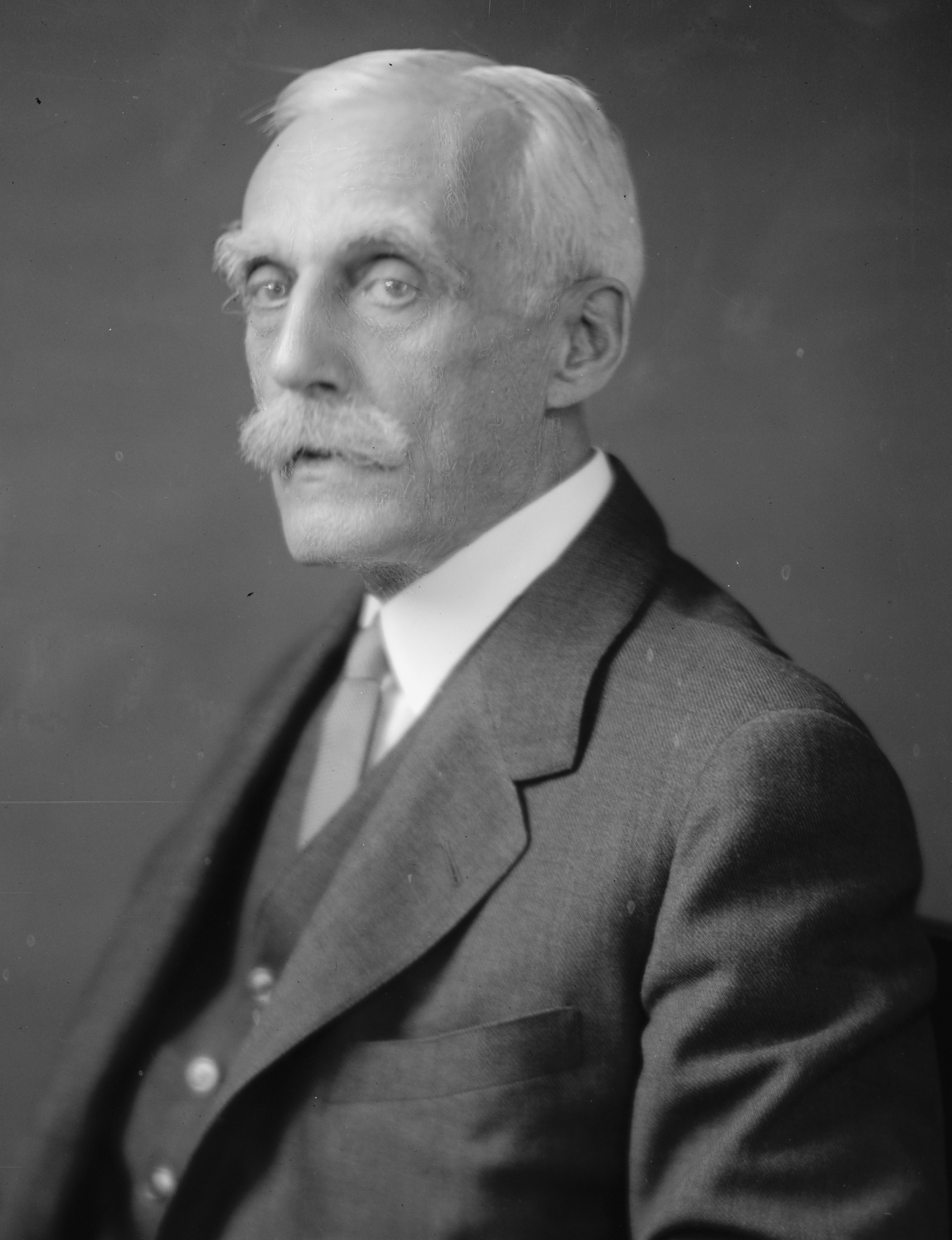
アンドリュー・メロン

アンドリュー・ウィリアム・メロン（Andrew William Mellon, 1855年3月24日 - 1937年8月27日）は、アメリカ合衆国の銀行家、実業家、慈善家、美術品収集家。
1921年3月4日から1932年2月12日までアメリカ合衆国財務長官を務め、世界恐慌にあって所得税減税や公共支出削減などの経済政策を実施した。民主党下院議員ライト・パットマン（Wright Patman）から財務省根拠法違反、ならびに脱税を理由に追及され辞職したが、パットマンは以来生涯をかけてメロン財閥をふくむ投資信託を批判した。

## 青年期
1855年3月24日、アメリカ合衆国ペンシルベニア州ピッツバーグにおいて銀行家トマス・メロン（Thomas Mellon）の息子として誕生した。
1872年に材木事業を始め、若くして財を築き上げた。翌1873年に西ペンシルベニア大学を卒業すると、父親が経営する銀行に参加し、1882年には所有権を譲り受けた。1889年、ユニオン信託を設立し、さらに銀行経営から石油、鉄鋼、造船、建設などの事業を展開した。そして1890年代末には、ジョン・ロックフェラー、ヘンリー・フォードと並び、全米で最も資産を有する3名の富豪の1人となった。
1900年、イギリスのハートフォードにおいてノラ・マクマレンと結婚した。1901年には娘のアリサが、1907年には息子のポールが誕生した。1913年、1908年に死去した父親トマス・メロンを記念し、弟のリチャード・メロンとともにメロン工業研究所（現在はカーネギー・メロン大学）を設立した。第一次世界大戦中、アメリカ赤十字などの募金活動や、キリスト教青年会、ワシントン学術研究会議に積極的に参加した。

## 財務長官時代
1921年、メロンはウォレン・ハーディング大統領によって組閣された内閣の一員として、財務長官に任命された。組閣直後からハーディング大統領はメロンに対して関税や戦争税などの税制改革と連邦予算の作成を矢継ぎ早に指示し、メロンは銀行家としての長い経験を活かし、それらの要求に対して迅速に応えた。物価抑制およびトリクルダウン理論を根拠に減税を推進する一方、公共事業に投信を利用することで政府の固定費用を削減するよう連邦議会に繰り返し働きかけ、その剰余金を国庫借入金の返済に充当した。メロンが財務長官に就任した当時、政府の歳出は65億ドルであった（1920年度予算）。さらにその後2年半の固定費用として75億ドルが計上されていた。メロンは就任からわずか3年で固定費用を35億ドルにまで減少させ、国庫借入金を28億ドル削減した。短期固定費用は完全に清算され、政府の財政は黒字に転換した。
1923年8月、ハーディングの死去により副大統領のカルヴァン・クーリッジが大統領に昇任した。ハーディング内閣の閣僚はそのままクーリッジ政権に継承され、メロンもまた留任した。同年11月、メロンは「メロン計画」と呼ばれる文書を下院歳入委員会に提出した。この文書は剰余収益を基盤に減税を行うことを主張したものであり、翌1924年にはこの提言の大部分が歳入法として成立した。1921年の税率はそのまま維持されたが、結果として毎年の税負担が4億ドル軽減された。この改革により1921年には260億ドルあった国庫借入金が、1930年には160億ドルにまで減少した。
1929年3月、政権がハーバート・フーヴァー大統領に交代したが、メロン計画の成功を買われたメロンは引き続き財務長官を務めることになった。しかしながら同年11月、世界恐慌が発生すると、メロンは世論の猛烈な批判を浴びることになった。この時期メロンは、「労働者、株式、農民、不動産などを清算すべきである。古い体制から腐敗を一掃すれば価格は適正になり、新しい企業家達が再建に乗り出すだろう」と発言したが、これはフーヴァー政権の無策の象徴として不評を買った（日本の経済学者竹森俊平は濱口内閣や小泉内閣にも通じる「不況を通じて腐敗を清算してこそ好況につながる」という思想として「清算主義」と命名した）。フーヴァー政権はスムート・ホーリー法などの税制政策により国内経済の安定を図ったが高い関税率により輸出は停滞した。1931年アメリカ化学者協会ゴールドメダル受賞。

## パットマンからの挑戦
1932年1月6日、テキサス州選出の民主党ライト・パットマンが下院議長にメロンを弾劾したいと申し出た。彼の主張は財務省の設立根拠法（1789年）に基づいていた。同法は任期にある財務大臣が商取引に関わることを禁じていた。メロンは300社の議決権つき株式を保有しており、総資産は30億ドルにのぼるとパットマンは指摘、財務省根拠法に反していると訴えた。メロンは就任後「他の船舶と商業活動で競合する多くの船舶を単独もしくは共同で所有」しつづけており、「したがって財は商品の大量輸入に個人的に利害関係が存在した」とパットマンは申し立てた。「船舶」は財務省根拠法の文言で直接的に禁じられているということだった。パットマンの指摘は終らなかった。メロンは財閥傘下の銀行と信託会社の株式保有から税金還付を受けていると指摘した。メロンは、現アルコアのアルミニウム・カンパニー・オブ・アメリカの主要株主として、アルミを需要する数百万ドルの公共事業に予算を割くなど、違法寸前の利益相反にも手を染めていた。パットマンは脱税も追及した。メロンが1930年にサンクトペテルブルクのエルミタージュ美術館からおよそ 700万ドルで絵画を購入した証拠を、パットマンは提出した。しかしメロンは事実を否定し、翌1931年の税務申告で購入価格を慈善活動への寄付として所得から控除した。これら商取引および脱税を告発した書類が上院小委員会へ提出された。1932年2月12日、メロンは財務長官を辞任した。ハーバート・フーヴァーは駐イギリス大使を任じ、メロンの政治生命をつないだ。同年末にアイルランド総督が廃止された。翌1933年3月にメロンは下野した。
1934年3月19日、司法長官ホーマー・カミングズ（Homer Stille Cummings）がメロンとラモント（Thomas Stilwell Lamont, 父はJPモルガンのThomas W. Lamont）を連邦所得税の脱税で告訴した。しかし、大陪審が訴追を求める政府の要求に応じなかった。1935年初頭、メロンの勝手な税務申告処理は合衆国連邦税不服審判所で争われ、メロンは未納分80万ドルを納付するよう命令された。
1937年、メロンは自己の所有する美術品と現金1000万ドルを寄贈し、ワシントンD.C.にナショナル・ギャラリーを建設した。1937年8月27日、メロンはニューヨーク州ロング・アイランドのサウサンプトンで死去した。その後メロンの子供たちの手により、メロンの功績を称えて、アンドリュー・メロン財団が設立された。